# Nectandra matthewsii
Nectandra matthewsii är en lagerväxtart som beskrevs av Carl Daniel Friedrich Meisner. Nectandra matthewsii ingår i släktet Nectandra och familjen lagerväxter. Inga underarter finns listade i Catalogue of Life.